# Medaglia di apprezzamento del maggior generale
La medaglia di apprezzamento del maggior generale è una decorazione concessa da qualsiasi maggior generale delle Forze di difesa israeliane, qualsiasi Aluf, per ricompensare atti di sostanziale rafforzamento delle forze armate o della sicurezza dello stato compiuti da membri delle forze di difesa israeliane o estere, ma anche da civili israeliani o stranieri, costituita, pur rimanendo sottoposta alla medaglia di apprezzamento del capo di Stato maggiore, il 27 gennaio 2005.

## Descrizione
La medaglia, a forma di stella di David dalle punte arrotondate in metallo argenteo, è ornata nel verso frontale da un drappo israeliano sovrastato nel centro da una spada con intrecciato sopra un ramo di ulivo, mentre il retro è liscio.
Il nastro prende i colori dalla bandiera nazionale infatti presenta due strisce blu in campo bianco.